# منطقة وصاية سيربون
منطقة وصاية سيربون (بالإندونيسية: Kabupaten Cirebon)‏ هي منطقة وصاية تقع في جاوة الغربية بإندونيسيا. يقدر عدد سكانها في 2015 بـ 2,126,179 نسمة ومساحتها 990.36 كم2.

## روابط خارجية
- الموقع الرسمي